# Chiesa anglicana dell'Africa meridionale

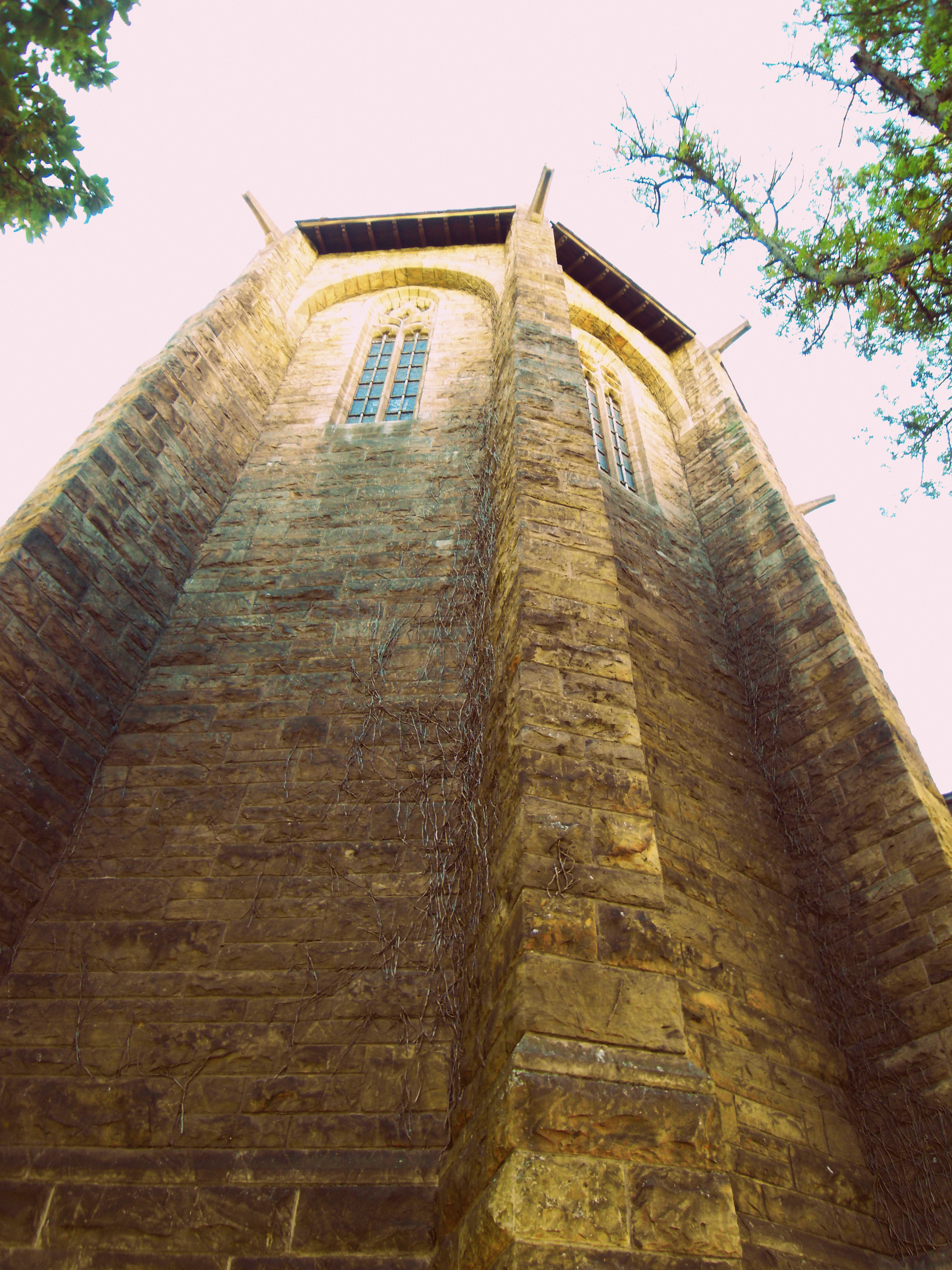
La Cattedrale di S. Giorgio martire, sede dell’arcivescovo anglicano di Città del Capo

La Chiesa anglicana dell'Africa meridionale, (EN) ACSA - Anglican Church of Southern Africa (fino al 2006 Church of the Province of Southern Africa), è la Provincia anglicana le cui Diocesi sono poste in Sudafrica, Angola, Lesotho, Mozambico, Namibia, Swaziland, e nelle isole di Sant’Elena e Ascensione. Conta non meno di 4 milioni di fedeli su una popolazione stimata in 45 milioni di persone. Costituisce una delle comunità cristiane più antiche e più grandi negli Stati dell'Africa meridionale.
Il Primate è l'arcivescovo di Città del Capo, incarico sostenuto dal 1986 al 1996 da Desmond Tutu, attivista contro l'apartheid e Premio Nobel per la pace nel 1984. L'arcivescovo attuale è Thabo Makgoba.

## Storia

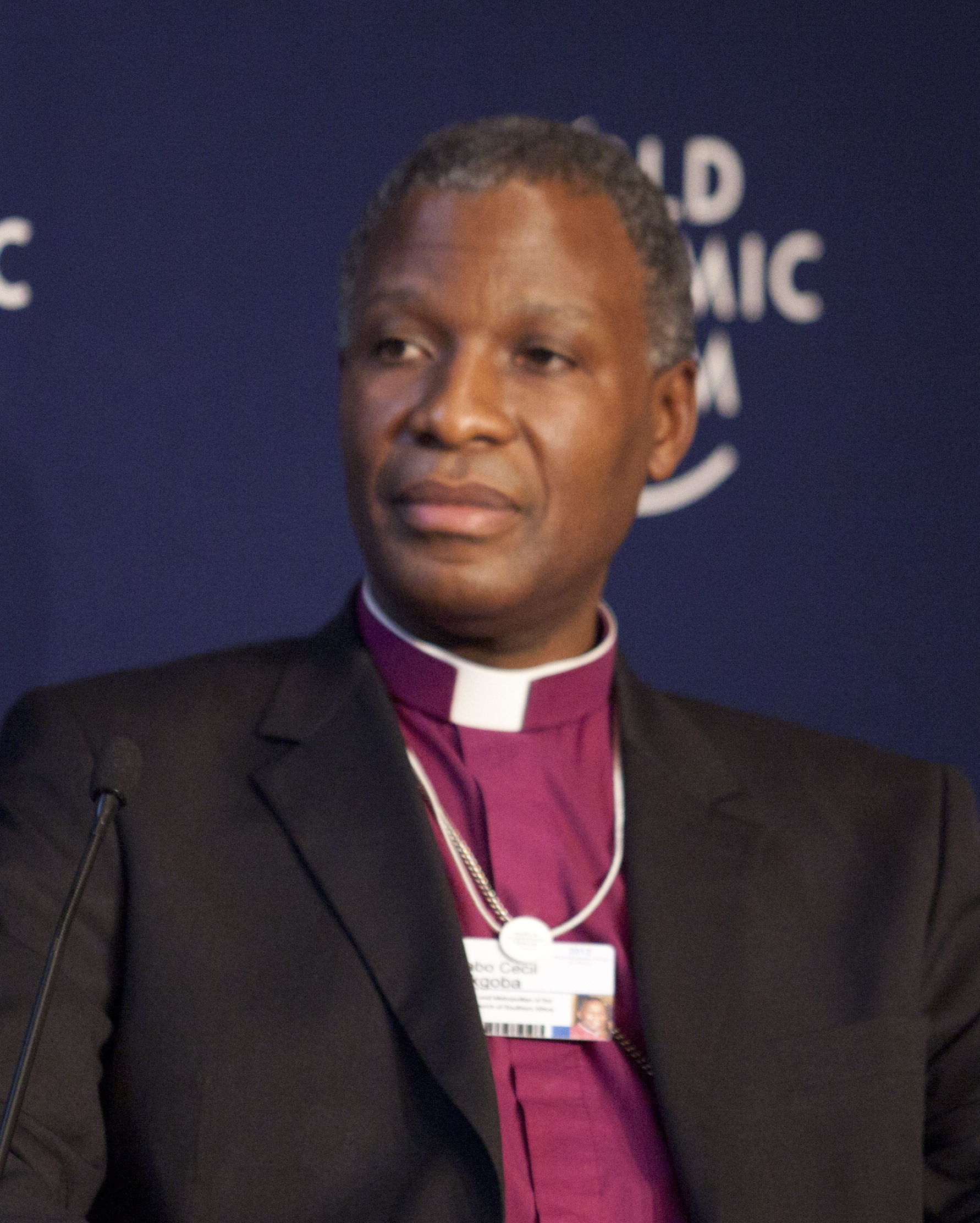
Thabo Cecil Makgoba, arcivescovo anglicano di Città del Capo e Primate dell’ACSA

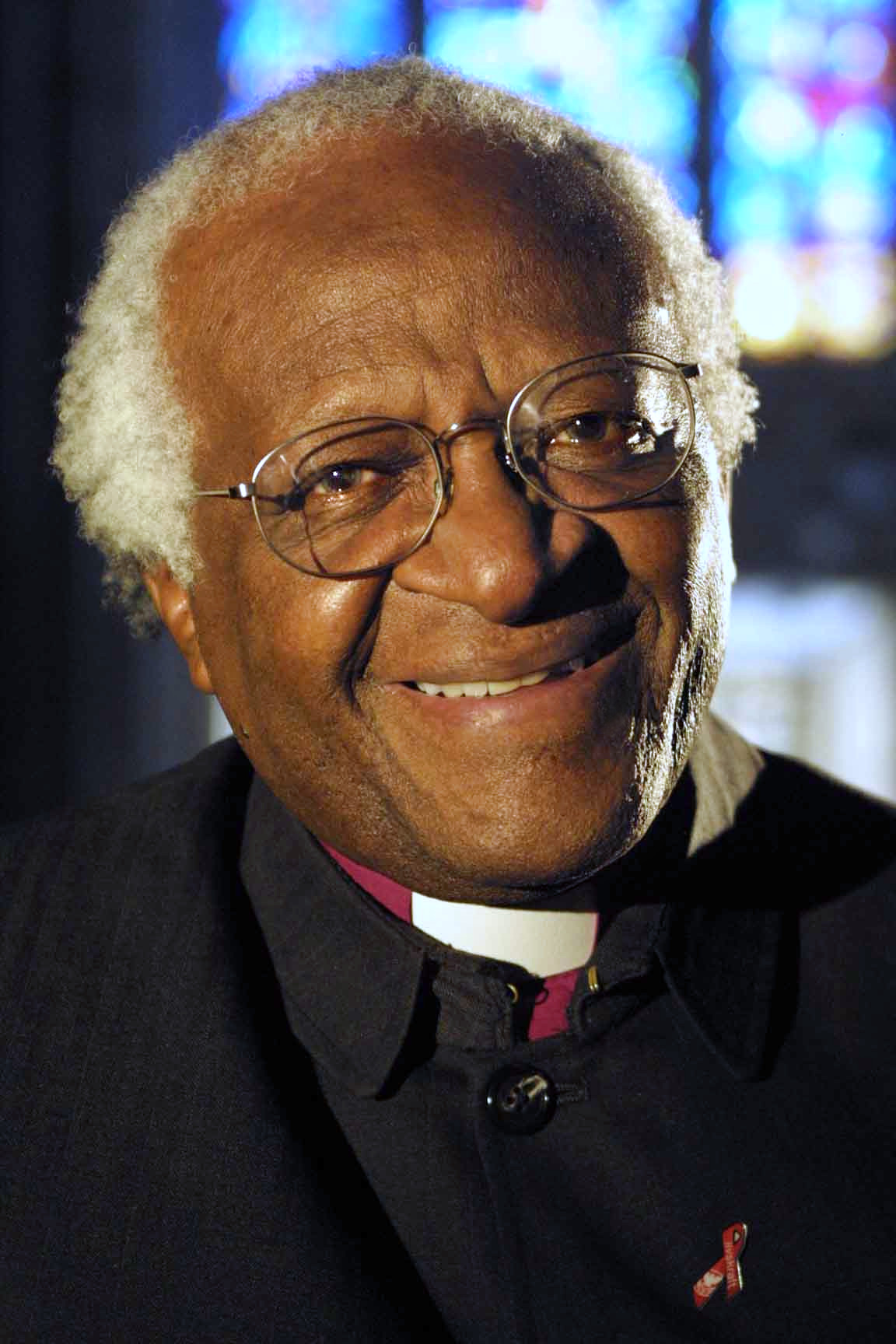
Desmond Tutu

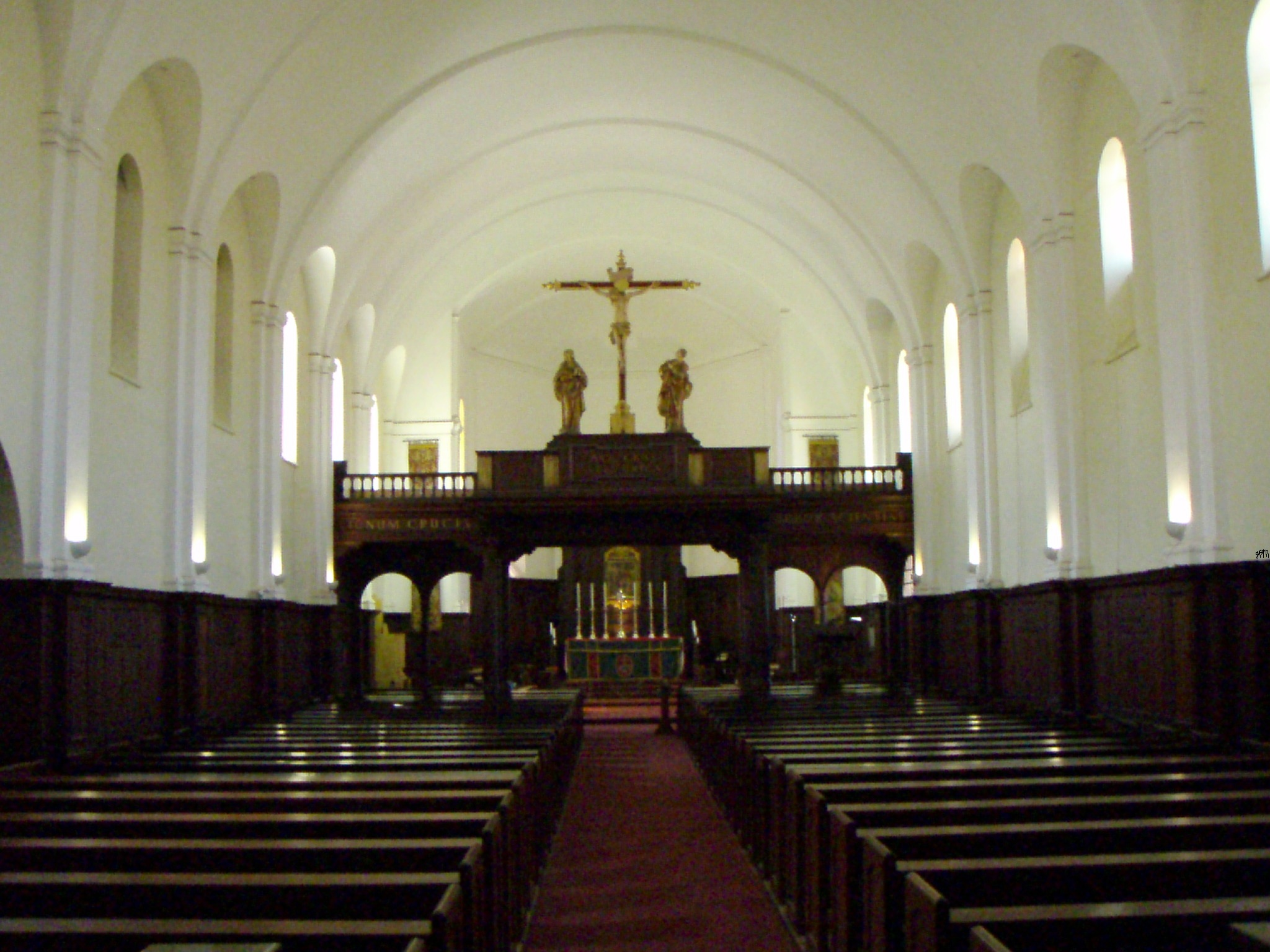
St John's College, main Chapel

L'introduzione del clero anglicano è coeva alle occupazioni britanniche della colonia del Capo nel 1795 e poi nel 1806. Nel 1847 fu istituita la Diocesi anglicana di Città del Capo, con il vescovo Robert Gray, fino ad allora soggetta alla diocesi di Calcutta. Nel 1870 fu costituita la Provincia dell'Africa meridionale; talune Parrocchie non accettarono di essere incluse nella nuova Provincia; costituiscono tuttora la Chiesa d’Inghilterra nell'Africa meridionale.
Nel 1986 Desmond Tutu, già vescovo di Lesotho e poi di Johannesburg, fu il primo prelato nero ad essere nominato Arcivescovo di Città del Capo. A Desmond Tutu si devono le prime ordinazioni sacerdotali femminili nella Provincia, nel settembre 1992.
Nel 2006 è stata mutata la precedente denominazione (Church of the Province of Southern Africa) in quella attuale.
Nel luglio 2012 è stata eletta la prima donna vescovo, Ellinah Wamukoya, della diocesi dello Swaziland; nell'ottobre 2012 è stata eletta una seconda donna vescovo, Margaret Brenda Vertue, della diocesi di False Bay.

## Organizzazione
La Chiesa ha struttura episcopale.
La Provincia ha 28 Diocesi in 6 Paesi ed 1 possedimento. L'unità di base è costituita dalla Parrocchia
Diocesi:
- Angola
- Lesotho
- Mozambico: Diocesi di Lebombo, Maputo, Niassa
- Namibia
- Sant’Elena: Diocesi anglicana di Sant'Elena
- Sudafrica: Città del Capo, Grahamstown, Natal, Free State, Zululand, Myhatha, Pretoria, George, Kimberley e Kuruman, Johannesburg, Port Elizabeth, S. Marco Evangelista (Provincia del Limpopo), Cristo Re (Johannesburg), Highveld (Benoni), Matlosane (Klerksdorp), Umzimvubu (Kokstad), Mpumalanga, False Bay, Saldanha Bay, Ukhahlamba (Queenstown), Mbhashe (Butterworth)
- Swaziland

Arcivescovi di Città del Capo
- 1847–1872: Robert Gray
- 1874–1908: William West Jones
- 1909–1930: William Marlborough Carter
- 1931–1938: Francis Robinson Phelps
- 1938–1948: John Russell Darbyshire
- 1948–1957: Geoffrey Hare Clayton
- 1957–1963: Joost de Blank
- 1964–1974: Robert Selby Taylor
- 1974–1981: Bill Bendyshe Burnett
- 1981–1986: Philip Welsford Richmond Russell
- 1986–1996: Desmond Tutu
- 1996–2007: Njongonkulu Ndungane
- dal 2007: Thabo Makgoba